# Panzer 58

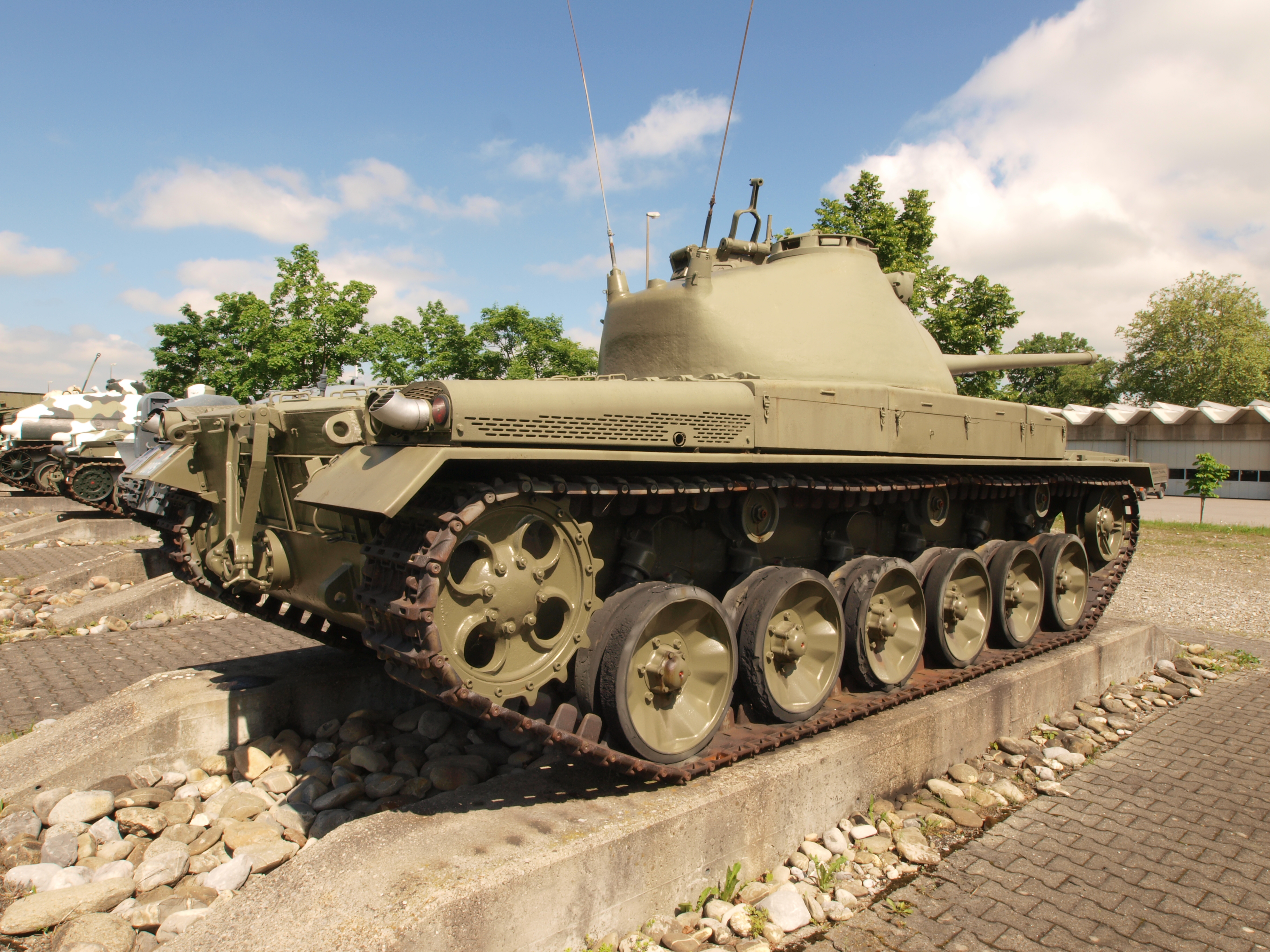
Achteraanzicht

De middelzware Panzer 58, of (de)  Mittlerer Panzer 58, was een van de eerste tanks die in Zwitserland werd ontwikkeld. Na de Tweede Wereldoorlog beschikte het Zwitserse leger alleen over verouderde tanks van Duitse en geallieerde makelij, maar de behoefte was groot een eigen tank te ontwikkelen en produceren. De tank kreeg een 105mm-kanon en was in gebruik tussen 1958 en 1964.

## Ontwikkeling
Na de Tweede Wereldoorlog beschikte het leger over weinig verouderde buitenlandse tanks. Het had de ambitie zelf tanks te gaan ontwikkelen, maar dit zou het tekort aan tanks op de korte termijn niet oplossen. Het leger bestelde 152 Hetzer tankjagers uit Tsjecho-Slowakije welke tussen 1947 en 1952 werden geleverd. De laatste van deze tanks werden in 1974 uit dienst gesteld. In 1951 werd een order geplaatst in Frankrijk voor 200 AMX 13 tanks welke in dienst werden genomen onder de type aanduiding L Pz 51. Vier jaar later volgde een order voor 100 Centurion Mark V tanks die bekend werden onder Panzer of Pz 55 en weer twee jaar later nog een vervolgorder voor 100 exemplaren die bekend werden onder Pz 57. De nummers waren een reflectie van het jaar waarin de order werd geplaatst.
In 1953 maakte de regering geld vrij voor de ontwikkeling van een eigen tank. De Eidgenoessische Konstruktionswerkstaette (K+W), later opgegaan in RUAG, in Thun kreeg de opdracht voor de ontwikkeling van een middelzware tank. In Thun was al een grote collectie buitenlandse tanks verzameld die men kon bestuderen voor het eigen ontwerp. Deze collectie werd later ondergebracht in het Pantsermuseum Thun.
De eerste versie van de middelzware tank werd in 1958 geleverd. Het eerste prototype kreeg als hoofdbewapening een Zwitsers 90mm-kanon en een tweede een 20-ponder (kaliber 83,4mm) van Brits fabricaat. Deze laatste was ook gebruikt voor de 200 Centurion tanks die het Zwitserse leger in dienst had. Beide kanonnen voldeden niet en eenmaal in productie werd het uitgerust met een 105mm-kanon. Deze tank kreeg het typenummer Panzer 58. Van deze laatste versie werden 10 stuks besteld en geleverd in 1960-1961.

## Beschrijving
De tank had een standaardindeling, met voorin de chauffeur, in het midden de koepel en achterin de motor, versnellingsbak en besturing. De motor was een Mercedes-Benz dieselmotor type 837 met 8 cilinders in V opstelling. De cilinderinhoud was 29.900 cc. Het vermogen was 600 pk bij 2.200 toeren per minuut. Er was een tweede hulpmotor geïnstalleerd voor het opwekken van energie voor de bediening van de geschutskoepel en apparatuur, maar deze kon ook – voor zeer korte afstanden – worden gebruikt om de tank voort te bewegen. Deze 4 cilinder dieselmotor had een vermogen van 38 pk. De versnellingsbak telde zes versnellingen voor- en twee achteruit. De maximale snelheid op de weg was 55 km/u en in terrein lag dit op 30 km/u. Het voertuig kon 640 liter dieselolie meenemen in de brandstoftanks.
De toren was in het midden geplaatst en bood ruimte aan drie bemanningsleden, de commandant, richter en lader. De lader zat als enige links in de koepel. Naast het kanon met kaliber 105mm was een 20mm-snelvuurkanon van Oerlikon geplaatst. Ten slot was het uitgerust met een 7,5mm-machinegeweer.

## Inzet
Van de middelzware tank zijn slechts 10 exemplaren gemaakt en twee prototypen. Alle 12 eenheden zijn in gebruik genomen door het Zwitserse leger. Ze waren in gebruik tussen 1958 en 1964. Na 1964 zijn ze aangepast om als schietdoelen te fungeren. De ervaringen opgedaan met de Panzer 58 waren belangrijk daar deze zijn meegenomen in de ontwikkeling van de opvolgers, de Panzer 61 en Panzer 68.
Een prototype van de Panzer 58 staat opgesteld in het Pantsermuseum Thun.